# The Case Study of Vanitas
The Case Study of Vanitas (ヴァニタスの手記?, Vanitasu no karute) è un manga scritto e disegnato da Jun Mochizuki, serializzato in Giappone sul Monthly Gangan Joker di Square Enix dal 22 dicembre 2015. Un'edizione in lingua italiana è edita da Star Comics dal 3 dicembre 2017. Il 3 luglio 2021 è iniziata la trasmissione della serie anime, prodotta dallo studio Bones ed è finita il 1º luglio 2022.

## Trama
La storia è ambientata nella Francia del XIX secolo. Il vampiro Noé si reca a Parigi per trovare il Libro di Vanitas, un grimorio leggendario costruito da Vanitas, conosciuto anche come il Vampiro della Luna Blu, l'unico della sua specie nato in una notte di luna blu, simbolo di sventura; temuto dai suoi simili, nati invece in una notte di luna cremisi, Vanitas soffrì le pene dell'esilio e realizzò il libro meccanico, capace di condannare i vampiri a una sorte peggiore della morte. 
A bordo della Baleine, Noé conosce Amelia, un vampiro che non riesce a controllare la sua sete di sangue perché affetta da Malnomen, ma Vanitas, un dottore umano specializzato in vampiri, la guarisce utilizzando il potere inverso del Libro di Vanitas, di cui è l'erede. 
I numerosi omicidi di Parigi sono dovuti all'epidemia che sta dilagando tra i vampiri, fra cui alcuni sono rimasti nel mondo degli umani dopo la guerra contro essi, nascondendo la propria identità. Vanitas sta indagando sul fenomeno per salvare la specie vampirica dall'estinzione, e ottiene la collaborazione di Noé. Così facendo, compirà la sua personale vendetta contro l'originario Vanitas.

## Personaggi

Vanitas e Noè nell'anime

Vanitas (ヴァニタス?, Vanitasu)
Doppiato da: Natsuki Hanae
Dottore umano specializzato in vampiri e discendente del clan della Luna Blu. Ha ereditato il nome e il Libro di Vanitas dal Vampiro della Luna Blu, tuttavia, benché temuto dai vampiri, utilizza il potere inverso del grimorio per risanare il loro nome corrotto e salvarli, così, dalla maledizione.
Appare come un ragazzo misterioso, imperscrutabile, che fa tutto ciò che vuole senza curarsi dell'autonomia altrui e alterna momenti gioviali e seri. È intelligente e intuitivo.
Nasconde un passato drammatico.
Noè Archiviste (ノエ?, Noe)
Doppiato da: Kaito Ishikawa
È un vampiro appartenente al clan Archiviste. Come tale, ha ereditato la capacità di leggere i ricordi delle persone bevendone il sangue.
Vanitas della Luna Blu
Proprietario originale e creatore del libro di Vanitas. Il primo vampiro della Luna blu.
Lucius "Luca" Oriflamme (ルキウス "ルカ"?, Rukiusu "Ruka")
Doppiato da: Shino Shimoji
Un giovane nobile vampiro. È un nipote di Lord Ruthven.
Jeanne (ジャンヌ?)
Doppiata da: Inori Minase
Chiamata anche la "strega del fuoco infernale", fa da cavaliere a Luca. Brandisce un guanto cremisi chiamato "Carpe Diem".
Benché le avances sfacciate di Vanitas la molestino, si innamora di lui.
Dominique de Sade (ドミニク・ド・サド?, Dominiku do Sado)
Doppiata da: Ai Kayano
È una vampira appartenente alla famiglia aristocratica De Sade, nonché un'amica d'infanzia di Noè. Insieme alla sorella maggiore, è erede della famiglia De Sade.
Louis de Sade (ルイ・ド・サド?, Rui do Sado)
Il fratello maggiore di Dominique e amico d'infanzia di Noé.
Dante (ダンテ?)
Doppiato da: Tarō Kiuchi
Un dampiro che vende informazioni Vanitas.
Amelia Ruth (アメリア・ルース?, Ameria Rūsu)
È una vampira che è stata colpita dalla maledizione. Viene salvata nel primo arco narrativo nel manga; in seguito lavora come cameriera presso l'hotel dove Vanitas e Noé soggiornano a Parigi.
Conte Parks Orlok (パークス・オルロック?, Pākusu Orurokku)
Responsabile degli affari dei vampiri a Parigi, a cui Noé e Vanitas fanno riferimento.
Nox (ノックス?, Nokkusu)
Una delle guardie del corpo del conte Parks Orlok. Lavora al fianco di suo fratello, Manet.
Manet (マネ?, Mane)
Una delle guardie del corpo del conte Parks Orlok. Lavora al fianco di sua sorella, Nox.
Veronica de Sade (ベロニカ・デ・サド?, Beronika de Sado)
Sorella maggiore di Dominique. Anche conosciuta come Beastia.
Lord Ruthven (ルスヴン卿?, Rusuvun-kyō)
Un influente signore dei vampiri che serve la regina come membro del senato.
Roland Fortis (ローランド・フォルティス?, Rōrando Forutisu)
Uno chasseur che lavora nelle catacombe. Conosciuto come Il Sesto Paladino o Rolando del Diaspro. Prima di diventare un paladino era sotto il comando di Olivier. Brandisce una potente lancia chiamata "Durandal".
Olivier (オリヴィエ?, Orivie)
Paladino degli chasseur e amico di Roland. Conosciuto come Olivier dell'Ossidiana. Lavorano spesso insieme, lui e Roland, e prima era il capitano di quest'ultimo. Ma a differenza dell'amico, stenta a riconoscere l'umanità dei vampiri. Ha un'arma simile ad una motosega non rotante, chiamata "Hauteclaire"
Astolfo Granatum (アストルフォグラナタム?, Asutorufo Guranatamu)
Il più giovane paladino cacciatore. Conosciuto come Astolfo di granato. Proviene da una famiglia con legami di lunga data con la chiesa. La sua famiglia è stata uccisa dai vampiri. Brandisce una potente lancia chiamata "Louisette".
Johann (ヨハン?, Yohan)
È un dampiro, socio di Dante. Lo accompagna nel caso della Bête del Gévaudan.
Riche (リーチェ?)
Aiutante di Dante e Johann.
L'informe/insegnante
Doppiato da: Akira Ishida
Nonno di Louis, Dominique, Veronica e Antoine de Sade. L'insegnante di Noé e il motivo per cui il ragazzo è andato a Parigi. Ha legami con la regina dei vampiri ed è avvolto nel mistero.

## Glossario
- Maladie: la maledizione che colpisce i vampiri corrompendone il nome, ossia la loro formula costitutiva.

- Malnomen: resti dei veri nomi dei vampiri deformati dalle Maladies.

- Portatore della maledizione: vampiro colpito dalla maledizione.

- Formula Mondiale: struttura dell'universo. Nel XV secolo, l'alchimista Paracelso cercò di riscriverla per annientare le malattie, innescando tuttavia un grande cataclisma noto come incidente di Balebele. Da qui, una deformazione della Formula umana che generò i vampiri e la nascita dell'astermite.

- Astermite (o Pietra Panacea): minerale nato dall'incidente di Babele capace di interferire con le formule. Viene utilizzata come energia che alimenta la città di Parigi. Il Libro di Vanitas ne possiede una speciale denominata "lacrima blu" o "lacrima di Dio".

- Chasseur: cacciatore di vampiri addestrato dalla chiesa.

- Bourreau: boia, sicario vampiro.

## Media

### Manga
Il manga, scritto e disegnato da Jun Mochizuki, viene serializzato dal 22 dicembre 2015 sulla rivista Monthly Gangan Joker edita da Square Enix. I vari capitoli vengono raccolti in volumi tankōbon dal 22 aprile 2016.
Il 2 aprile 2020, Jun Mochizuki ha dichiarato che i piani superiori della Square Enix hanno deciso di mettere in pausa il manga a causa dell'emergenza sanitaria legata al Covid-19. La serie è stata ripresa in seguito verso la fine del 2020.
In Italia la serie viene pubblicata da Star Comics nella collana Stardust dal 3 maggio 2017. La traduzione dei testi è curata da Luigi Boccasile, mentre il lettering è realizzato da Alessandra Fregosi.

#### Volumi
| Nº | Data di prima pubblicazione | Data di prima pubblicazione                                                 | Data di prima pubblicazione | Data di prima pubblicazione                                                 |
| Nº | Giapponese                  | Giapponese                                                                  | Italiano                    | Italiano                                                                    |
| -- | --------------------------- | --------------------------------------------------------------------------- | --------------------------- | --------------------------------------------------------------------------- |
| 1  | 22 aprile 2016              | ISBN 978-4-7575-4961-6                                                      | 3 maggio 2017               | ISBN 978-88-226-0505-4                                                      |
| 2  | 22 ottobre 2016             | ISBN 978-4-7575-5105-3                                                      | 6 settembre 2017            | ISBN 978-88-226-0683-9                                                      |
| 3  | 22 aprile 2017              | ISBN 978-4-7575-5329-3                                                      | 29 novembre 2017            | ISBN 978-88-226-0786-7                                                      |
| 4  | 22 novembre 2017            | ISBN 978-4-7575-5505-1                                                      | 4 luglio 2018               | ISBN 978-88-226-0945-8                                                      |
| 5  | 21 luglio 2018              | ISBN 978-4-7575-5758-1                                                      | 1º marzo 2019               | ISBN 978-88-226-1298-4                                                      |
| 6  | 22 febbraio 2019            | ISBN 978-4-7575-5996-7                                                      | 2 ottobre 2019              | ISBN 978-88-226-1559-6                                                      |
| 7  | 21 ottobre 2019             | ISBN 978-4-7575-6269-1                                                      | 4 novembre 2020             | ISBN 978-88-226-2051-4                                                      |
| 8  | 22 giugno 2020              | ISBN 978-4-7575-6635-4                                                      | 5 maggio 2021               | ISBN 978-88-226-2332-4                                                      |
| 9  | 22 giugno 2021              | ISBN 978-4-7575-7231-7                                                      | 5 gennaio 2022              | ISBN 978-88-226-2925-8                                                      |
| 10 | 20 maggio 2022              | ISBN 978-4-7575-7826-5 (ed. regolare) ISBN 978-4-7575-7827-2 (ed. limitata) | 30 novembre 2022            | ISBN 978-88-226-3675-1                                                      |
| 11 | 22 aprile 2024              | ISBN 978-4-7575-8226-2 (ed. regolare) ISBN 978-4-7575-9135-6 (ed. limitata) | 5 novembre 2024             | ISBN 978-88-226-5224-9 (ed. regolare) ISBN 978-88-226-5366-6 (ed. limitata) |

### Anime

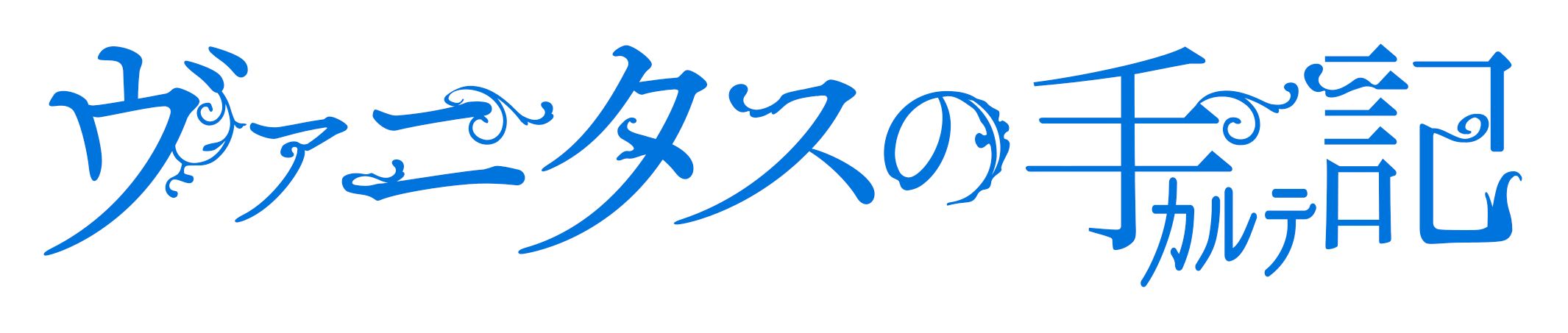
Logo della serie

Il 28 marzo 2021 la Square Enix, durante l'AnimeJapan 2021, ha annunciato l'arrivo dell'anime della serie durante l'estate dello stesso anno. Essa è prodotta da Square Enix e le realizzazioni delle animazioni affidate allo studio Bones. La serie viene diretta da Tomoyuki Itamura, con la sceneggiatura di Deko Akao, il character design a cura di Yoshiyuki Ito e la colonna sonora di Yuki Kajiura. Viene trasmessa divisa in due parti, la prima è andata in onda dal 3 luglio al 18 settembre 2021 mentre la seconda è stata trasmessa dal 14 gennaio al 1º aprile 2022. La sigla d'apertura è Sora to sora, cantata da Sasanomaly, mentre quella di chiusura è 0 (zero) di LMYK. Le Little Glee Monster hanno cantato invece la seconda sigla d'apertura, Your Name, MONONKUL quella finale, salvation. I diritti di distribuzione internazionale al di fuori dell'Asia sono stati concessi a Crunchyroll, che pubblica la serie in simulcast, anche con sottotitoli italiani, inizialmente disponibili solo per la seconda stagione.

#### Episodi
| Nº                         | Titolo italiano Giapponese 「Kanji」 - Rōmaji | In onda           | In onda |
| Nº                         | Titolo italiano Giapponese 「Kanji」 - Rōmaji | Giapponese        |         |
| Prima parte (12 episodi)   | |                   |         |
| 1                          | Vanitas - Nel caso di Rusty-Hopes - 「Vanitas―ラスティ＝ホープスの場合―」 - Vanitasu―Rasuti＝Hōpusu no baai―                                                                                | 3 luglio 2021     |         |
| 2                          | Noé - Nella città dei fiori - 「Noé―花の部にて―」 - Noe―Hana no bu nite― | 10 luglio 2021    |         |
| 3                          | Archiviste - Zanne che rivelano il sangue - 「Archiviste―血を暴く牙―」 - Ākibisuto―chi o abaku kiba―                                                                                        | 17 luglio 2021    |         |
| 4                          | Bal masqué - La notte in cui le maschere ridono - 「Bal masqué―仮面が嗤う夜―」 - Baru Masuke―kamen ga warau yoru―                                                                           | 24 luglio 2021    |         |
| 5                          | Réminiscence - Amici - 「Réminiscence―友―」 - Reminisensu―Tomo― | 31 luglio 2021    |         |
| 6                          | Salvatio - Domande - 「Salvatio―疑問―」 - Sarubeisho―Gimon― | 7 agosto 2021     |         |
| 7                          | Femme fatale - Amore - 「Femme fatale―恋―」 - Famu Fatāru―Koi― | 14 agosto 2021    |         |
| 8                          | Catacombes - Il luogo dove riposa la morte - 「Catacombes―死が眠る場所―」 - Katakonbe―shi ga nemuru basho―                                                                                  | 21 agosto 2021    |         |
| 9                          | Chasseur - Cacciatori di cremisi - 「Chasseur―紅を狩る者―」 - Shasūru―kurenai o karu mono―                                                                                                  | 28 agosto 2021    |         |
| 10                         | Cicatrice - Numero 69 - 「Cicatrice―No.69―」 - Shikatorisu―Nanbā rokujūkyū― | 4 settembre 2021  |         |
| 11                         | Serment - Giuramento - 「Serment―誓約―」 - Serumento―Seiyaku― | 11 settembre 2021 |         |
| 12                         | Deux Ombres - Punto di partenza - 「Deux Ombres―出発点―」 - Dūz Ōnburu―Shuppatsuten― | 18 settembre 2021 |         |
| Seconda parte (12 episodi) | |                   |         |
| Special                    | 「スペシャル特番 ～Le chemin parcouru depuis la rencontre～」 - Supesharu tokuban ～Ru shuman Parukuru dupyui ra Rankōntoru～ – "Programma speciale ～Il sentiero percorso dall'incontro～" | 31 dicembre 2021  |         |
| 12.5                       | En route Pour le Gévaudan 「2クール目放送直前特番 ～En route pour le Gévaudan～」 - Ni Kūru-me hōsō chokuzen tokuban ～An Rūto Puru ru Jevōdan～                                            | 7 gennaio 2022    |         |
| 13                         | Forêt d'argent - Incontro casuale - 「Forêt d'argent―邂逅―」 - Fore Darujan―Kaikō― | 14 gennaio 2022   |         |
| 14                         | Château de sorcière - La strega e il giovane - 「Château de sorcière―魔女と青年―」 - Shatō du Sorusiēru―Majo to seinen―                                                                     | 21 gennaio 2022   |         |
| 15                         | Oiseau et ciel - Il vampiro dei d'Apchier - 「Oiseau et ciel―ダプシェの吸血鬼―」 - Wazo e Sieru―Dapushe no kyūketsuki―                                                                      | 28 gennaio 2022   |         |
| 16                         | Chasse aux vampires - Bestia - 「Chasse aux vampires―“獣”―」 - Shasu o Vanpīru―“Kemono”― | 4 febbraio 2022   |         |
| 17                         | Vengeance - La mano che sfiora l'incubo - 「Vengeance―悪夢に触れる手―」 - Vanjansu―Akumu ni fureru te―                                                                                      | 11 febbraio 2022  |         |
| 18                         | Avec toi - Noi due, soli - 「Avec toi―ふたりぼっち―」 - Avekku Towa―Futaribotchi― | 18 febbraio 2022  |         |
| 19                         | Canorus - Petali di neve - 「Canorus−雪の花−」 - Kanorusu−Yuki no hana− | 25 febbraio 2022  |         |
| 20                         | Mal d'amour - Un male incurabile - 「Mal d’amour−不治の病−」 - Maru Damūru−Fuji no yamai−                                                                                                   | 4 marzo 2022      |         |
| 21                         | Un autre - Cicatrici - 「Un autre―傷痕―」 - An Ōtoru―Shōkon― | 11 marzo 2022     |         |
| 22                         | Rencontre - La notte blu - 「Rencontre―蒼の夜―」 - Rankōntoru―Ao no yoru― | 18 marzo 2022     |         |
| 23                         | Pleuvoir - Pioggia che non conosce cielo - 「Pleuvoir−空知らぬ雨−」 - Puruvowāru−Sora shiranu ame−                                                                                          | 25 marzo 2022     |         |
| 24                         | Apres la pluie - Il suo desiderio - 「Apres la pluie―彼の願い―」 - Apure ra Puryui―Kare no negai―                                                                                           | 1º aprile 2022    |         |